# Новый Мир (Сумская область)
Новый Мир (укр. Новий Мир) — село,
Песковский сельский совет,
Бурынский район,
Сумская область,
Украина.
Код КОАТУУ — 5920985402. Население по переписи 2001 года составляло 35 человек .

## Географическое положение
Село Новый Мир находится на берегу реки Вижлица,
выше по течению на расстоянии в 3,5 км расположено село Гатка,
ниже по течению на расстоянии в 2 км расположено село Пески.
Рядом проходят автомобильная дорога Т-1908 и
железная дорога, станция Кошары в 2-х км.